# Liste von Persönlichkeiten der Stadt Botoșani
Die folgende Liste enthält Personen, die in der rumänischen Stadt Botoșani geboren wurden. Die Liste erhebt keinen Anspruch auf Vollständigkeit.

## In Botoșani geborene Persönlichkeiten

### Bis 1900

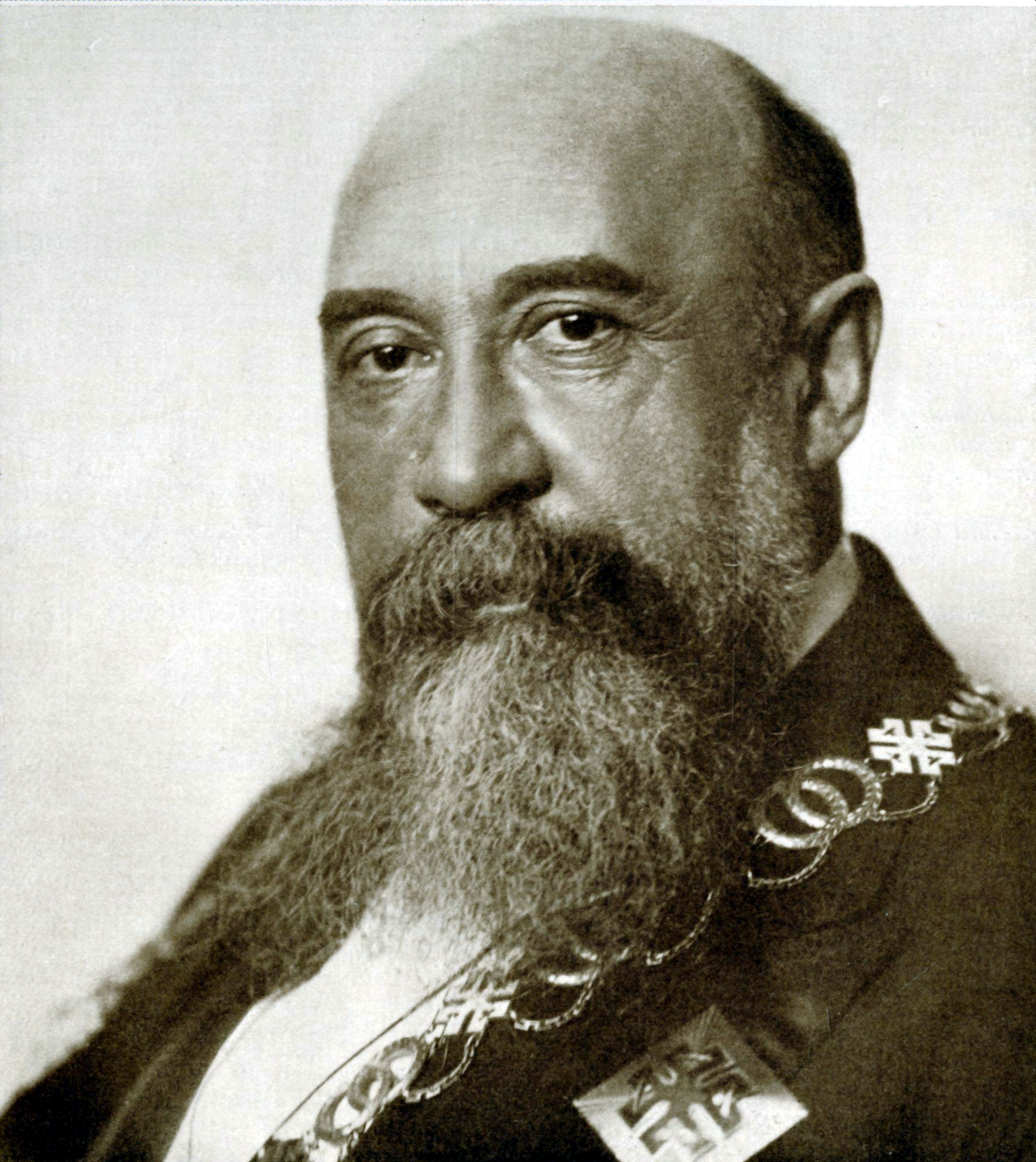
Nicolae Iorga

- Grigore Alexandru Ghica (1803/1807–1857), moldauischer Fürst
- Nicolae Iorga (1871–1940), Historiker, Schriftsteller und Politiker
- Octav Băncilă (1872–1944), Maler[1]
- Dimitrie Pompeiu (1873–1954), Mathematiker
- Isaac Leon Kandel (1881–1965), britisch-US-amerikanischer Pädagoge
- Leonore Brecher (1886–1942), Zoologin
- Gheorghe Avramescu (1888–1945), Armeeführer im Zweiten Weltkrieg
- Adolf Josef Storfer (1888–1944), Psychoanalytiker jüdischen Glaubens und Mitglied der Wiener Psychoanalytischen Gesellschaft
- Alexandru Ioaniţiu (1890–1941), Offizier
- Aurel Racovitză (1890–1957), Diplomat und Brigadegeneral
- Ermil Gheorghiu (1896–1977), Offizier und Generalmajor im Zweiten Weltkrieg
- Alexandru Graur (1900–1988), Linguist, Romanist und Rumänist

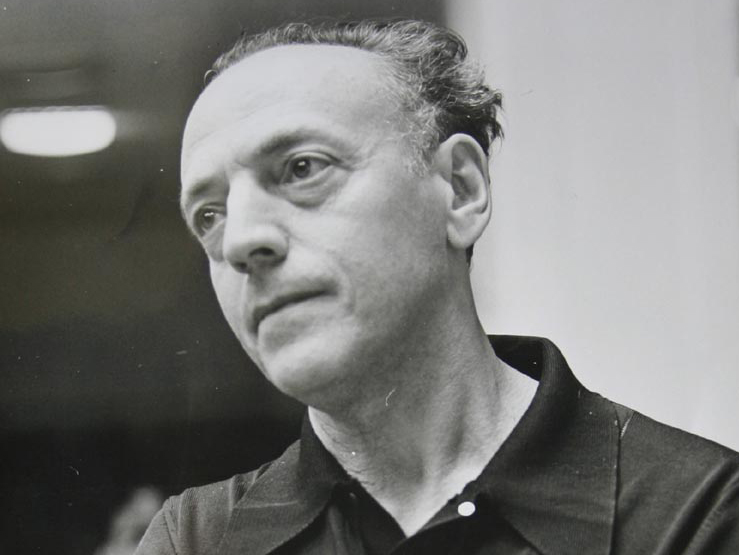
Israil Bercovici

#### 1901 bis 1980

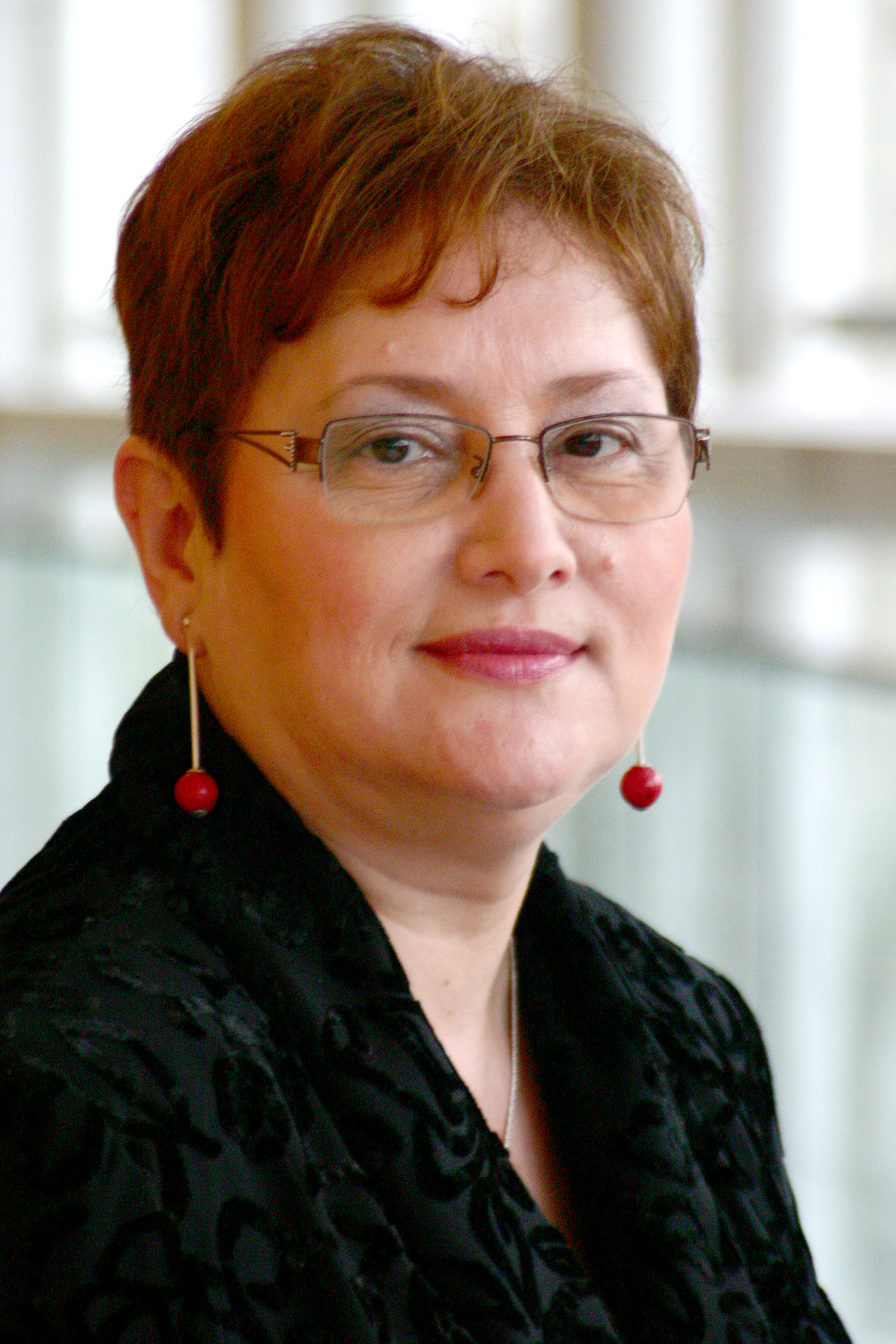
Renate Weber

- Alexandru Alexandrini (1902–1981), Politiker und Finanzminister
- M. Blecher (1909–1938), Schriftsteller
- Dan Vizanty (1910–1992), Militärpilot im Zweiten Weltkrieg, Träger des Flieger-Tapferkeits-Orden[2]
- Lucien Goldmann (1913–1970), Philosoph und Literaturtheoretiker
- Petre Hârtopeanu (1913–2001), Maler
- Israil Bercovici (1921–1988), Schriftsteller und Theaterautor
- Reuven Feuerstein (1921–2014), Psychologe
- Isidore Isou (1925–2007), Dichter und Filmemacher
- Eli Ruckenstein (1925–2020), Chemieingenieur
- Mihai Mălaimare (* 1950), Theater- und Filmschauspieler sowie Politiker und Abgeordneter im rumänischen Parlament
- Renate Weber (* 1955), Politikerin, Mitglied des Europäischen Parlaments
- Vlad Ivanov (* 1969), Theater- und Filmschauspieler
- Dan Lungu (* 1969), Autor und Hochschullehrer
- Ovidiu Cernăuțeanu (* 1974), Sänger und Komponist
- Georgeta Damian (* 1976), Olympiasiegerin im Rudern
- Raluca Turcan (* 1976), Politikerin
- Valeriu Bordeanu (* 1977), Fußballspieler

#### Ab 1981

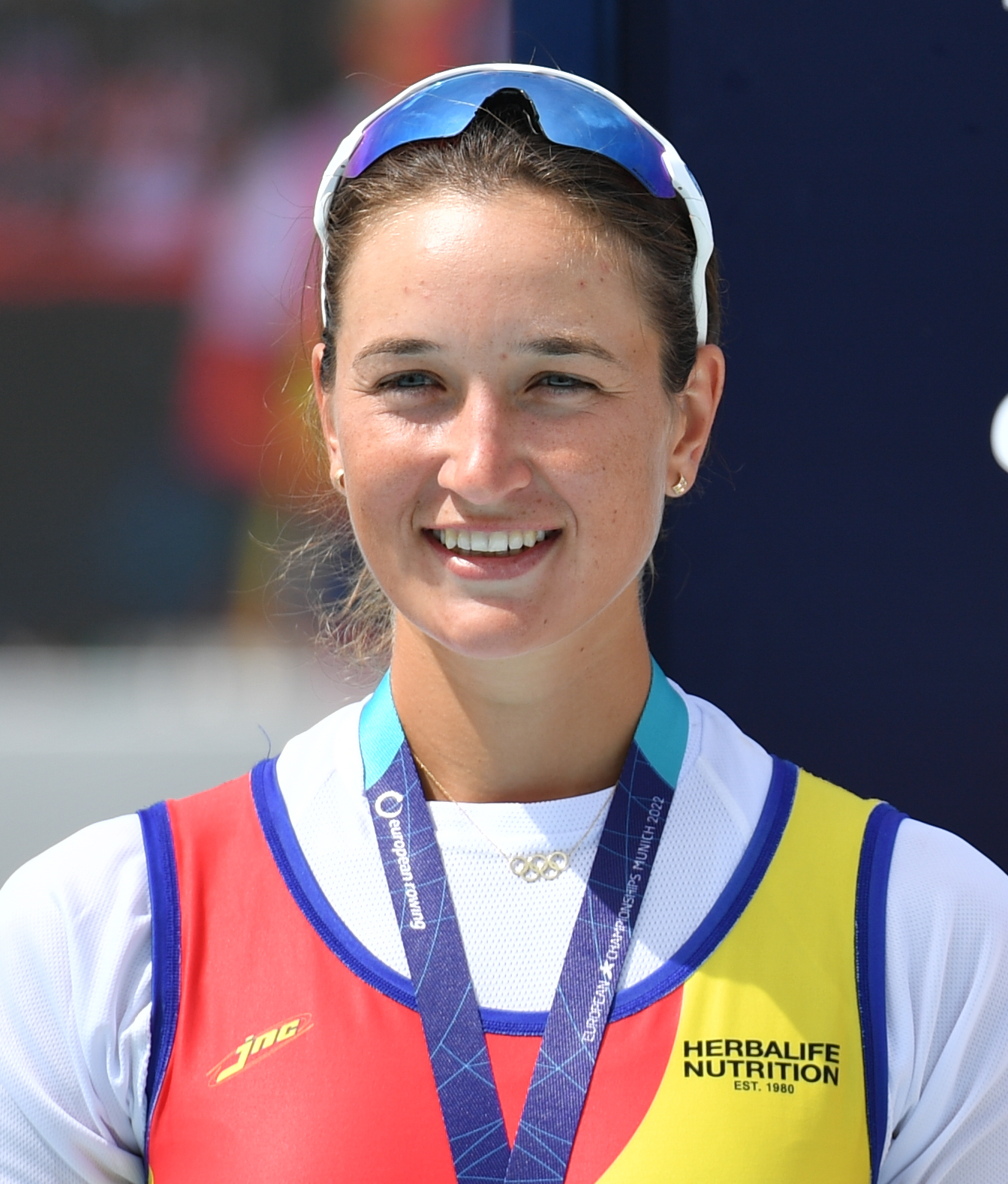
Simona Radiș

- Simona Dumitrița Mușat (* 1981), Geburtsname Simona Dumitrița Strimbeschi, Ruderin
- Maria Bursuc (* 1986), Rudersportlerin
- Adelina Maria Boguș (* 1988), geborene Adelina Maria Cojocariu, Ruderin
- Ilie Corneschi (* 1991), Langstreckenläufer
- Loredana Toma (* 1995), Gewichtheberin
- Simona Radiș (* 1999), Ruderin